# TGV 001
,
Le TGV 001 est un turbotrain expérimental mis en service en 1972 en France. Il a été conçu en collaboration par la Société nationale des chemins de fer français (SNCF) et Alsthom, pour explorer les plages de vitesses comprises entre 250  et   300 km/h, dans la perspective de la création d'un futur réseau de lignes à grande vitesse. Il a été construit par Alsthom, Brissonneau et Lotz, Turbomeca et MTE. 
Ses deux motrices ont été inscrites au titre des monuments historiques par arrêté du 19 mars 1996.

## Historique

### Genèse
À la suite du succès du prototype du turbotrain X 2061 (futur TGS), la SNCF poursuivit son programme d'essais pour des trains à grande vitesse. Elle décida entre 1967 et 1968 de faire construire deux turbotrains prototypes, pouvant rouler jusqu'à 300 km/h sur des nouvelles lignes spécialement construites pour cela. Il était alors prévu de réaliser deux rames prototypes différentes :
- la rame TGV 001 avec deux motrices d'une puissance de 3 500 kW, apte à circuler à 260 km/h et encadrant 5 remorques[3] d'un total de 244 places ;
- la rame TGV 002 avec deux motrices d'une puissance entre 6 000  et   7 000 kW, apte à circuler à 300 km/h et encadrant dix remorques d'un total de 414 places. Elle devait être équipée d'un système de pendulation active pouvant compenser une absence de dévers de 250 mm et permettant ainsi de gagner 10 % du temps de parcours.

Par manque de moyens financiers toutefois, la SNCF décida d'équiper la rame 001 de seulement trois remorques et la rame 002 de cinq remorques. Les deux rames furent commandées le 11 juillet 1969 et devaient être livrées en 1971 ou 1972.
Peu après, un avenant au contrat de septembre 1971 confirma la construction de la rame 001, mais annula celle de la rame 002 : la SNCF abandonna les recherches sur la pendulation, pour utiliser des voies existantes, et préférait réaliser des nouvelles lignes à grande vitesse. La rame 002 fut dès lors remplacée par la RTG 01 à trois caisses et la Z 7001.
La rame TGV 001 fut construite par Alsthom pour les alternateurs principaux, les moteurs de traction, les blocs et appareillages électriques, les caisses des motrices de la rame, MTE (Jeumont-Schneider et Creusot-Loire) pour les bogies, les blocs rhéostatiques et les blocs redresseurs, Brissonneau et Lotz pour les remorques et les alternateurs auxiliaires, et Turbomeca pour les turbomoteurs et les réducteurs communs. La rame fut ensuite assemblée et terminée aux usines Alsthom de Belfort. Son premier conducteur d'essai fut Jacques Begey, cheminot du dépôt de Belfort.
Le dessin de la rame est conçu par Jacques Cooper.

### Essais
Le TGV 001 circula la première fois le 20 mars 1972 sur la voie d'essai du constructeur et fut présenté à la presse le 23 du même mois dans la cour des usines. Son conducteur fut le Belfortain Jacques Begey, choisi par la SNCF pour effectuer les premiers essais. Le 4 avril 1972, il fit un parcours de rodage à la vitesse de 120 km/h entre Belfort et Vesoul et, le 11 avril, il circula à 160 km/h sur la ligne Belfort - Mulhouse. Dès le 25 avril, il circula sur la ligne de la plaine d'Alsace, entre Strasbourg et Mulhouse, dépassant les 220 km/h le 3 mai, puis les 240 km/h le 20 mai. Du 8 au 11 juin, les essais furent interrompus du fait du convoyage de la rame pour être exposée à Paris-Montparnasse pour les 50 ans de l'UIC (Union internationale des chemins de fer).
Après cette courte exposition, le TGV 001 rejoint les ateliers de Bischheim pour être équipé pour les essais suivants sur la ligne des Landes, Bordeaux - Bayonne dès le 18 juillet 1972. Cette section de ligne est très rectiligne et possède peu de courbes, qui de plus ont de larges rayons. Elle est donc favorable aux essais à grande vitesse et avait déjà été le théâtre des records du monde de vitesse sur rail en 1955.
Le 20 juillet 1972, le TGV 001 atteignit les 280 km/h et, dès le lendemain, les 290 km/h. Le 27 juillet, il atteint la vitesse de 300 km/h et le 3 août, de 307 km/h, record mondial pour une rame à traction thermique. Les essais continuèrent et, le 29 septembre 1972, un nouveau record de 314 km/h fut établi.
Le 23 et 24 novembre 1972, le TGV 001 fut exposé à Bruxelles. Les essais reprirent ensuite et de nouveaux records furent établis : 316 km/h le 5 décembre et 318 km/h le 8 décembre 1972, record mondial de vitesse pour un train automoteur. Au cours de cette année 1972, la rame avait parcouru 100 000 km dont 54 700 à plus de 200 km/h et dont 22 500 km entre 240 et 300 km/h sur des lignes classiques et ayant permis de nombreuses avancées dans les recherches techniques.
Les essais continuèrent l'année suivante, si bien que, le 15 octobre 1973, il avait parcouru 129 000 kilomètres sur de nombreuses lignes françaises. Il avait effectué 189 essais entre 200  et   250 km/h, 338 entre 250  et   300 km/h et 45 au-delà des 300 km/h. Le 8 janvier 1974, il effectua des essais en rampe de 25 pour mille sur la ligne des Alpes entre Grenoble et Monestier-de-Clermont.
Son succès entraîna la décision de construire une nouvelle ligne à grande vitesse entre Paris et Lyon. Cependant, avec le choc pétrolier de 1974, l'utilisation des RTG gourmandes en carburant devint de moins en moins rentable face à la traction électrique, et les rames à traction électrique furent privilégiées. Une solution de traction mixte pour des rames de série TGV Sud-Est, turbine à gaz et électrique, fut tout de même élaborée pour la desserte de certains prolongements encore non électrifiés, mais cela ne fut jamais réalisé. Le TGV 001 resta par conséquent un prototype unique, qui aura tout de même servi à la mise au point des rames TGV Sud-Est. Il fut même équipé d'un carénage de toiture avec un pantographe factice.

### Service

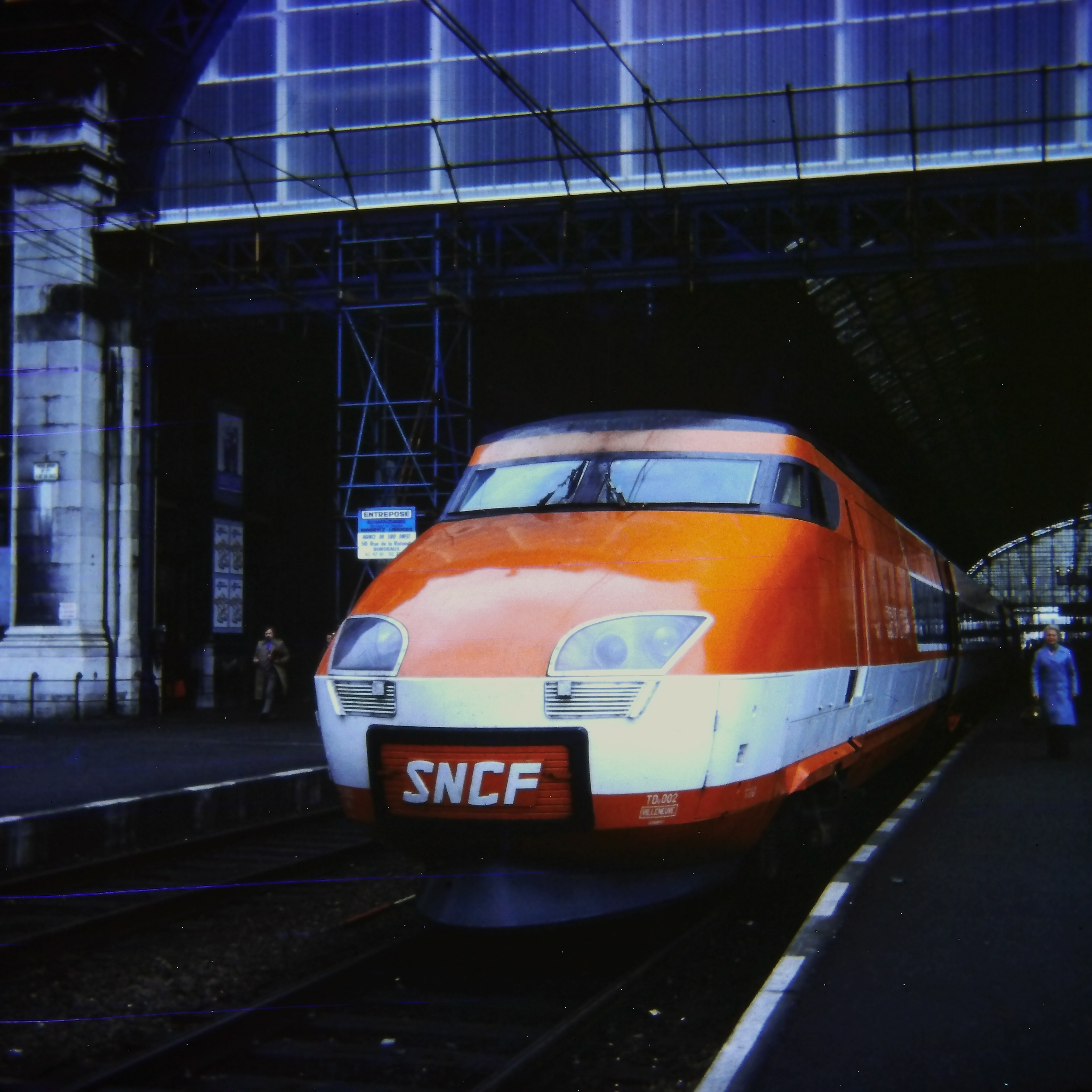
TGV 001 en gare de Bordeaux-Saint-Jean.

Cette rame, qui détient toujours le record du monde de vitesse ferroviaire en traction autonome (318 km/h le 8 décembre 1972), n'a jamais été utilisée en service commercial.
Elle a fait partie d'un vaste programme de recherches sur les grandes vitesses ferroviaires, recouvrant tous les aspects techniques, notamment la traction, le comportement dynamique des véhicules, le freinage, l'aérodynamique, la signalisation.

### Fin de carrière
Tout au long de sa carrière, le TGV 001 aura effectué 5 227 marches d'essais, parcourant au total 456 690 kilomètres. Il aura circulé 2 247 fois à une vitesse entre 0  et   200 km/h, 433 fois entre 200  et   250 km/h, 2 240 fois entre 250  et   300 km/h et 307 fois à plus de 300 km/h. Il a même atteint la vitesse de 318,64 km/h avant sa mise à la retraite, la veille de la sortie des 2 premiers prototypes TGV PSE (Paris Sud-Est) en 1978. Ainsi, il cessa officiellement ses essais (le 19 juin 1978) et se retrouva sans utilisation. Il fut alors garé aux ateliers de Villeneuve-Saint-Georges, en région parisienne, puis à l'ancien dépôt de Hausbergen, près de Strasbourg. Le toit des motrices était protégé par des bâches.
À la fin de l'année 1982, il fut déplacé pour tester plusieurs éléments des futurs TGV, notamment les anneaux d'intercirculation. À son passage aux ateliers de Bischheim, ses turbines furent retirées et il fut repeint dans la livrée destinée au TGV Atlantique. Il en sortit en avril 1983 et fut essayé entre Strasbourg et Nancy en remorque avec une BB 15000 et deux voitures B10 UIC avant d'être renvoyé au centre de maintenance des TGV Sud-Est (PSE) de Villeneuve-Saint-Georges. Il fut alors utilisé pour des essais sur la nouvelle ligne, ainsi que sur la ligne classique, entre Paris et Dijon. Il était tracté par un TGV PSE, avec parfois l'ajout d'une remorque du TGV PSE. Après cette dernière campagne d'essais, qui se termina vers 1988 lors des livraisons des premières rames TGV Atlantique, il retourna à nouveau aux ateliers de Bischheim, où il fut garé sur des bogies de service.
Avec la publication d'un article du spécialiste des turbotrains Laurent Thomas, article déclencheur sans lequel un tronçon de la motrice TDu 002 n'aurait pas été sauvegardé par la ville de Bischheim, une démarche similaire fut proposée à la ville de Belfort pour récupérer la motrice TDu 001 qui prenait la rouille aux ateliers SNCF de Bischheim. Cela a duré 10 ans et avec l'aide de Jean-Pierre Chevènement, alors maire de Belfort, la mise en place d'un tronçon de la motrice a pu avoir lieu sur un surplomb de l'autoroute A36, après une rénovation pour lui redonner ses couleurs d'origine.

## Descriptif technique
Ce turbotrain, de conception totalement différente de ceux qui l'ont précédé, les Éléments à Turbine à Gaz (ETG) et les Rames à Turbine à Gaz (RTG), était formé d'une rame à adhérence totale (tous les essieux moteurs, selon le principe dit de la « motorisation répartie ») composée de deux motrices et de trois remorques intermédiaires.
Sa conception technique (à l'exception des turbines à gaz et de la motorisation répartie) et son esthétique nouvelle avec ses formes aérodynamiques ont été reprises pour les rames TGV de série qui furent mises en service à partir de 1981.
Tous les essieux étaient équipés de moteurs électriques, avec l'avantage d'une faible charge à l'essieu et d'une puissance massique élevée.
La traction électrique permettait aussi le freinage dynamique, particulièrement efficace à vitesse élevée. Chaque motrice était équipée de deux turbines (TURMO III G, équipant aussi les hélicoptères Super Frelons de Sud-Aviation), dont l'échappement avait été modifié, et qui tournaient à vitesse constante. Elles commandaient un réducteur de vitesse entraînant un alternateur. Outre la commande des turbines, les motrices étaient dotées des équipements de commande des moteurs de traction, de la signalisation et des équipements de freinage, etc.
Le TGV 001 était une rame articulée, les caisses adjacentes reposant sur un bogie commun. Cette disposition lui donnait une plus grande stabilité (par le couplage dynamique des deux caisses) et laissait la place à un second étage de suspension pneumatique placé au niveau du centre de gravité, réduisant ainsi le roulis dans les courbes.
Contrairement à une idée reçue, la rame ne fut jamais équipée de turbines Turmo X mais de Turmo III G2 à aubes refroidies.

### Mécanique
La rame se compose de cinq éléments :
- Les motrices ;
- Les remorques ;
- La motorisation ;
- Les bogies ;
- La suspension.

#### Motrices
Les deux motrices, TDu 001 et TDu 002, sont identiques. Leurs caisses est du type autoportante en acier semi-inoxydable à haute limite élastique et peuvent résister à un effort de compression axiale de 200 tonnes.
La charpente, en éléments soudés, comprend essentiellement deux faces latérales, constituées d'un maillage de montants et de longrines. Celles-ci sont réunies à leur partie inférieure par des traverses et, à la partie supérieure, par les arceaux reliant les battants de pavillon. La tôle d'aluminium du revêtement extérieur est tendue et fixée par vissage.
La structure de cabine est conçue pour s'appuyer sur les éléments résistants de la caisse et du châssis. Au niveau du battant de pavillon, des diagonales d'entretoisement sont prévues. La cabine constitue ainsi un habitacle rigide parfaitement intégré à la structure de caisse.
La forme profilée du nez contient une ossature résistante appuyée sur les longerons du châssis. Cette ossature constitue le bouclier de protection et la traverse de tête. Devant ce bouclier se trouve un ensemble démontable servant de fusible progressif et susceptible d'absorber une partie de l'énergie lors d'un accident. Le bouclier de protection est conçu pour résister à un effort d'au moins 70 tonnes, uniformément réparti au niveau de la ceinture supérieure.
L'aménagement général comprend, en partant de l'avant :
- un nez aménagé pour recevoir le fusible de sécurité, les batteries et le dispositif rétractable de l'attelage central utilisé pour les évolutions en atelier ou le dépannage en ligne à vitesse réduite ;
- une cabine de conduite équipée pour la grande vitesse ;
- un bloc électrique comportant les éléments de traction et de freinage ;
- un compartiment insonorisé abritant le groupe de traction ;
- un bloc insonorisé d'aspiration de l'air nécessaire à la motrice ;
- un compartiment à bagages dans lequel se trouvent placés l'armoire de l’appareillage électronique ainsi que le pupitre de la sonorisation et des appareils radio de sécurité ;
- un équipement sous caisse comportant notamment dans les parties latérales carénées, les organes d'alimentation en combustible, de climatisation et de frein, les soutes étant disposées dans la partie axiale.

Les dimensions des motrices sont les suivantes :
- longueur : 19 000 mm ;
- largeur maximale : 2 814 mm ;
- hauteur non compris surélévation de l'échappement : 3 400 mm ;
- entraxe des bogies : 14 000 mm ;
- distance de l'axe du bogie à l'avant de la motrice : 5 000 mm.

L'accès à la cabine de conduite s'effectue de chaque côté par une porte latérale donnant dans le compartiment machine. À l'intérieur de la cabine et de chaque côté est aménagée une trappe basculante servant d'issue de secours. À l'arrière et de chaque côté se trouve une porte battante qui donne accès au compartiment à bagages.

#### Remorques
Elles sont de trois types différents :
- TRAu 20701 aménagée avec 34 sièges simples de 1re classe ;
- TRBu 30701 aménagée avec 24 sièges à deux places et quatre sièges à une place de 2e classe ;
- TRSu 50001 aménagée spécialement en voiture laboratoire.

Les montants sont réunis à la partie supérieure par les battants de pavillon reliés entre eux par les courbes de pavillon placées dans l'axe des montants. Les extrémités sont conçues pour assurer le montage des anneaux d'intercirculation. L'extrémité côté portes d'accès est agencée pour recevoir la partie de l'anneau porteur du crochet d'attelage ; l'autre extrémité reçoit la partie de l'anneau fixe.
Les caractéristiques des remorques sont les suivantes :
| Longueur hors tout                                             | 18 206 mm |
| Largeur maximale                                               | 2 814 mm  |
| Hauteur au niveau du rail                                      | 3 400 mm  |
| Entraxe des bogies                                             | 18 300 mm |
| Masse de la remorque de 1re classe, en charge, sans les bogies | 21,6 t    |
| Masse de la remorque de 2de classe, en charge, sans les bogies | 23,6 t    |
| Masse de la remorque laboratoire, en charge, sans les bogies   | 18,8 t    |

La liaison entre les motrices et les remorques et entre les remorques elles-mêmes est réalisée au moyen des anneaux d'intercirculation. Des essais sur maquette à l'échelle 1⁄2 puis à l'échelle 1 ont permis de définir les formes optimales et le mode d'assemblage des anneaux. Ces anneaux reposent sur la suspension pneumatique des bogies et transmettent aux caisses l'effort de traction développé par les moteurs ainsi que les efforts de retenue développés par le freinage. Les anneaux, réalisés en mécano-soudée, comprennent chacun une partie fixe dite « anneau-fixe » boulonnée sur l'extrémité d'une caisse et une partie mobile dite « anneau porteur » sur laquelle repose l'autre extrémité de la caisse en vis-à-vis. La partie mobile porte le crochet d'attelage conçu pour résister à un effort de traction de 50 tonnes. Cependant, les anneaux sont munis de dispositifs de sécurité pouvant résister à un effort de traction de 100 tonnes. L'anneau porteur, lui, supporte l'extrémité de la caisse en vis-à-vis par l'intermédiaire de l'anneau fixe reposant sur la rotule en caoutchouc armé qui permet l'articulation sphérique d'une caisse par rapport à l'autre.

#### Motorisation
Chaque motrice est équipée de deux turbines Turmo III G (dérivées de celles équipant les RTG) d'une puissance de 3 760 kW (quatre turbines de 940 kW), ensuite 4 400 kW (quatre turbines de 1 100 kW) ; le groupe électrogène comprend deux alternateurs, principal et auxiliaire.
- Transmission électrique en triphasé-continu.
- Moteurs de traction : deux moteurs par bogie.

#### Bogies
Tous les bogies sont identiques et comportent tous un moteur de traction par essieu. Leur empattement est de 2 600 mm. Leur masse est de 10 tonnes, y compris les moteurs de traction avec frein à courants de Foucault rotatif Telma. Les essieux sont équipés de roues monoblocs, en acier C 47 TS dont le diamètre au roulement est de 900 mm et peuvent supporter une usure maximale de la bande de roulement de 40 mm. Les boîtes d'essieux extérieures aux roues sont liées au châssis du bogie par des bielles d'entraînement garnies de silentblocs.
Chaque boîte est équipée d'une cartouche Timken à deux roulements coniques lubrifiés à la graisse Shell Alvania RA. Les essais préalables effectués sur banc d'essais à Vitry en simulant une vitesse de 300 km/h, ont permis de définir la qualité de la graisse et de fixer la quantité de celle-ci. Chaque corps de boîte comporte un crochet qui permet de lier le bogie à la caisse en cas de levage.
Les bogies possèdent également les équipements suivants :
- un détecteur de boîte chaude sur toutes les boîtes d'essieux ;
- deux détecteurs de température sur chaque carter d'engrenages au droit des paliers de roue dentée principale ;
- un détecteur de vitesse sur toutes les roues dentées principales sur essieux pour la commande du dispositif d'anti-enrayage ;
- deux manomètres de pression d'huile délivrée par les cylindres oléopneumatiques de frein (un par essieu) ;
- un contacteur de sécurité de la suspension pneumatique secondaire (un par coussin) ;
- un détecteur de vitesse sur l'une des roues dentées principales des bogies extrêmes pour détecter les patinages éventuels ;
- un capteur électronique sur l'un des pignons moteurs des bogies extrêmes ou un transmetteur sur l'extrémité d'un des essieux des bogies extrêmes, pour l'indication de la vitesse ;
- un dispositif de retour de courant sur l'extrémité d'un des essieux de chaque bogie extrême pour protéger les roulements des courants parasites ;
- une brosse de contact unifiée fixée sur l'un des moteurs de traction des bogies extrêmes ;
- des capteurs à l'avant de chaque bogie extrême pour le cab-signal.

#### Suspensions

##### Suspension verticale
La suspension verticale comporte deux étages pour chaque bogie : l'étage primaire et l'étage secondaire.
L'étage primaire est constitué par huit groupes de ressorts hélicoïdaux qui reposent sur les consoles de boîtes d'essieux et montés en série avec des appuis en caoutchouc destinés à isoler les caisses des vibrations sonores. Quatre amortisseurs hydrauliques de galop complètent cet ensemble.
L'étage secondaire est constitué par deux ressorts pneumatiques placés à un niveau élevé afin de réduire l'effet de gîte lors des passages en courbe avec une insuffisance de dévers. Ces ressorts, disposés de part et d'autre du bogie, reposent sur un sommier placé sur la suspension transversale. Ils sont alimentés en air comprimé par une valve de nivellement dont le rôle est de contrôler la hauteur recommandée pour obtenir leur fonctionnement correct quelle que soit la charge. Ils sont également reliés à un réservoir auxiliaire dont le volume est déterminé en fonction de la charge et de la flexibilité. Les circuits pneumatiques des deux ressorts sont reliés entre eux par une valve différentielle dont le but est d'assurer un affaissement vertical de la caisse sur les butées en caoutchouc en cas d'avarie de l'un d'eux.

##### Suspension transversale
La suspension transversale est réalisée par quatre sandwiches en métal-caoutchouc Kleber-Colombes placés par groupes de deux. La raideur transversale correspond à celle d'un pendule donnant une période d'oscillation d'une fréquence de 0,8 Hz. La déformation en cisaillement des sandwiches permet en outre, la rotation caisse/bogie. Deux bielles d'asservissement par sommier obligent les ressorts pneumatiques à ne travailler que verticalement. Deux butées transversales progressives limitent le déplacement total caisse/bogie à plus ou moins 80 mm. Un amortisseur hydraulique des mouvements transversaux est disposé entre chaque bogie et l'anneau d'intercirculation. L'amortissement des mouvements de lacet est assuré par des amortisseurs intégrés au dispositif d'inscription géométrique.

### Installation électrique

#### Traction
La transmission électrique est de type triphasé continu. Afin d'éviter qu'un incident ne paralyse la rame, les circuits de puissance et auxiliaires sont divisés de manière à former deux demi-rames autonomes. Cependant, en mode secours, il est possible d'alimenter l'ensemble des auxiliaires à partir d'une des motrices. Les circuits de commande et de contrôle sont eux séparés par demi-rame dans le cas général, mais ils sont doublés par une commande de secours dans le cas contraire.
Chaque groupe bi-TURMO entraîne, par l'intermédiaire d'un réducteur, un générateur Alsthom qui comporte deux alternateurs triphasés disposés sur le même arbre. L'alternateur principal de type AT 9 alimente, par l'intermédiaire d'un pont redresseur de 24 diodes, les six moteurs de traction branchés en parallèle et l'alternateur auxiliaire de type AT 10 alimente un réseau 380/220 V / 400 Hz qui fournit la totalité de l'énergie auxiliaire nécessaire (climatisation, air comprimé, éclairage, charge batterie, excitation des alternateurs, groupes électro-pompes à combustible, etc.).
La transmission est prévue pour une puissance de 1 250 kW par turbine, ce qui ménage une certaine marge d'augmentation de la puissance unitaire des turbomoteurs. Le régime continu est défini pour une vitesse de 200 km/h. Il n'est non plus pas nécessaire de shunter les moteurs de traction pour transmettre la totalité de la puissance jusqu'à la vitesse maximale de (300 km/h), ce qui apporte une simplification importante.
La fréquence de 400 hertz pour l'alimentation du réseau auxiliaire a été choisie pour l'allègement dans la construction de l’alternateur et des moteurs auxiliaires. Pour exemple : les moteurs de l'équipement de climatisation ont une masse unitaire de 115 kg pour une puissance de 44 kW alors qu'en courant alternatif 50 hertz leur masse serait de 250 kg environ. Ce choix a aussi permis de grouper dans une même enveloppe l'alternateurs principal et l'auxiliaire, la vitesse de rotation de 4 000 tr/min étant voisine de l'optimum quant au dimensionnement de l'alternateur principal. Cette disposition, qui réduit les masses, est par ailleurs très favorable du point de vue de l'installation, car elle supprime les problèmes d'entraînement de l'alternateur auxiliaire.

##### Alternateur principal
L'alternateur principal AT 9 est un alternateur à six pôles. La ventilation du rotor, distincte de celle du stator, est assurée par un ventilateur centrifuge aspirant, sous le bobinage des encoches, l'air est pris au niveau du générateur auxiliaire. L'intensité d'excitation maximale est de l'ordre de 300 ampères. Celle-ci est fournie au travers d'un transformateur et d'un pont mixte (thyristors + diodes) par le biais du réseau auxiliaire.
Le stator est réalisé par empilage, dans une virole, de tôles vernissées tenues aux extrémités par des anneaux de serrage. Les sections sont logées dans des encoches profondes de façon à réduire les courants de défauts subtransitoires. Le bobinage avec couplage en étoile est du type imbriqué. Le refroidissement est assuré par un ventilateur hélicoïde soufflant à travers le stator.

##### Alternateur auxiliaire
L'alternateur auxiliaire AT 10 est défini pour débiter 225 kW avec un cosinus φ de 0,8 et est de conception classique. Sa masse totale est de 3 240 kg.
Le rotor comporte 12 pôles rapportés sur l'arbre par queue d'aronde et clavetage. Les bobines sont calées latéralement dans leurs parties médianes. Il est refroidi par l'air aspiré par le rotor de l'alternateur principal. Il est auto-excité (excitation contrôlée, comme pour l'alternateur principal, par un pont mixte thyristors + diodes). Sa tension est régulée à plus ou moins 1 % et cela quelle que soit la charge.
Les deux alternateurs AT 9 et AT 10 sont isolés classe H, à l'exception du rotor AT 10 isolé classe F.

##### Bloc redresseur principal
Le bloc redresseur principal est constitué de 24 diodes de type 984 - ZZD (2 400 V - 500 A) montées en pont de Graetz (quatre diodes en parallèle par bras) et il est ventilé par l'air aspiré des alternateurs AT 9 et AT 10. Sa masse est de 320 kg.

##### Moteurs de traction
La masse d'un moteur TAO 670 est de 1 235 kg (1 465 kg avec le frein à courants de Foucault).
Il s'agit de moteurs à carcasses feuilletées, compensés, isolés classe H et auto-ventilés et dont l'isolement à la masse est de 1 500 V[Quoi ?].
Au bout de chaque moteur, un dispositif à courants de Foucault Telma, type FOCAL 205, dérivé d'un type d'utilisation courante sur le matériel routier, assure un freinage d'appoint qui s'ajoute à l'effet des autres modes de freinage. Les freins Telma excités à demi-puissance fournissent 3,3 tonnes de retenue pour la rame. Par contre, si le freinage rhéostatique d'une demi-rame était accidentellement hors service, un freinage supplémentaire serait obtenu par excitation à pleine puissance des freins Telma de la demi-rame intéressée, ajoutant ainsi un effort de retenue de 2,5 tonnes.

#### Sécurité

##### Batteries
Chaque remorque comporte une batterie 72 V de 48 éléments du type 500 MH VO. Elle est chargée à partir du réseau 220 V/400 Hz par un transformateur triphasé et un redresseur. Chaque motrice est équipée d'une batterie 24 V de 20 éléments du type GP 850. Elle est chargée par une dynastar du groupe bi-TURMO.

##### Moteurs auxiliaires
D'une manière générale, la présence du réseau alternatif triphasé a permis de supprimer totalement les moteurs à collecteurs. Chaque compresseur est entraîné par un moteur asynchrone à cage. Le démarrage des moteurs est direct. mais le démarrage du deuxième compresseur est retardé de huit secondes par rapport au premier pour limiter la perturbation du réseau 400 Hz. La puissance de chaque moteur est de 13 kW. Chaque climatiseur est entraîné par un moteur asynchrone à cage de 46 kW, démarré sur couplage étoile avec passage automatique en couplage triangle en dix secondes environ. La pompe à combustible PSP est entraînée par un moteur à courant continu 72 V et celle du combustible diesel par un moteur asynchrone 200 V entre phases d'un type couramment utilisé pour le matériel aéronautique.

##### Électronique
Dans chaque motrice, l'appareillage électronique est monté dans des tiroirs standards pour faciliter l'installation.
Le bloc d'appareillage possède :
- cinq tiroirs pour l'électronique Westinghouse chargée, à partir des informations fournies par les détecteurs COTEP de chaque essieu, de fournir les seuils de vitesse 180, 120, 40 et critères de roulement (V < 10 km/h), nécessaires pour réaliser le programme de freinage, et les tops de patinage et d'enrayage des essieux ;
- un tiroir pour l'électronique ECME chargée de livrer les informations de sous-vitesse, sur-vitesse et la température de chaque turbine ;
- trois tiroirs pour l'électronique Alsthom chargée de réguler l'excitation des alternateurs principaux (deux tiroirs) et auxiliaire (un tiroir) ;
- une alimentation stabilisée Faiveley type ALFA qui alimente les quatre derniers tiroirs.

L'armoire de sécurité est située à l'arrière de la motrice et possède :
- un tiroir pour le dispositif de Vacma ;
- deux tiroirs pour le dispositif de pré-annonce ;
- un tiroir pour le dispositif enregistreur-indicateur de vitesse et de répétition des signaux ;
- quatre tiroirs pour la répétition des signaux à bord ;
- deux tiroirs pour la commande automatique des freins.

Par souci de sécurité et également pour des raisons de puissance, ces dix tiroirs sont alimentés au choix par l'une ou l'autre des deux alimentations stabilisées montées dans cette armoire.
Chaque remorque comporte deux tiroirs et demi d'électronique Westinghouse pour fournir les seuils de vitesse et les tops de patinage et d'enrayage des essieux d'un bogie.

##### Appareillage électromécanique
Dans chaque motrice, il est groupé dans le bloc d'appareillage et comprend essentiellement :
- les contacteurs de ligne et de freinage ;
- les commutateurs d'inversion et de freinage ;
- les contacteurs basse tension des freins Telma et des patins électromagnétiques ;
- le contacteur d'alimentation du réseau 400 Hz ;
- les relais de contrôle ;
- les relais de mesure servo-contact ;
- les transformateurs, redresseurs et redresseurs contrôlés ;
- les transducteurs de courant ;
- l'appareillage de contrôle des boîtes chaudes ;
- l'appareillage de démarrage des bi-TURMO et de régulation 24 V ;
- le sectionneur de batterie (72 et 24 V), etc.

L'appareillage des remorques est monté sous la caisse dans des coffres fermés et ventilés par l'air climatisé sortant des caisses et comportent :
- l'appareillage de contrôle d'un bogie à l'exception des contacteurs et des relais de mesure ;
- l'appareillage du groupe de climatisation ;
- l'appareillage relatif à la charge de la batterie, à l'éclairage et aux diverses servitudes (fermeture des portes, chauffe-eau, etc.).

La remorque centrale n'a pas d'appareillage relatif à la traction et à la charge batterie.

#### Éclairage
La commande de l'éclairage général des remorques s'effectue à partir des cabines de conduite.
L'éclairage des plates-formes et couloirs est obtenu par des plafonniers carrés légèrement en saillie. Chaque plafonnier comporte deux tubes fluorescents alimentés par le réseau 220 V/400 Hz et un tube fluorescent alimenté par le réseau de batterie 72 V par l'intermédiaire d'un convertisseur individuel assurant l'éclairage de secours. L'éclairage des marchepieds est complété par une lampe à incandescence incorporée à l'un des montants de chaque porte.
Dans les anneaux d'intercirculation, l'éclairage est obtenu par des plafonniers rectangulaires légèrement en saillie. Chaque plafonnier comporte deux tubes fluorescents, alimentés par le réseau 220 V/400 Hz.
L'éclairage général et de secours des cabinets de toilette est obtenu par une lampe à incandescence encastrée dans le plafond. Deux appliques verticales, de part et d'autre du miroir, assurent en un éclairage d'appoint.
L'éclairage d'ambiance du compartiment voyageurs 1re classe est réalisé par une vasque centrale disposée au plafond. Cette vasque assure un éclairage indirect, par deux rangées de tubes fluorescents alimentés par le réseau 220 V/400 Hz et un éclairage direct doux et coloré par douze lampes à incandescence, alimentées par le réseau batterie 72 V. Un certain nombre de points lumineux agrémentent par ailleurs, le dessous de la vasque. Ils sont obtenus par des pavés translucides placés au droit des tubes. Sous les porte-bagages se trouve un éclairage d'appoint individuel à flux dirigé et à commande personnelle est à la disposition des voyageurs. L'éclairage de secours est obtenu par les douze lampes de la vasque dont on augmente la tension d'alimentation.
L'éclairage du compartiment voyageurs de 2e classe est réalisé par une vasque centrale disposée au plafond. Cette vasque comporte deux rangées de tubes fluorescents assurant à la fois un éclairage indirect par le plafond, et un éclairage direct grâce à un certain nombre de pavés translucides. Afin d'assurer l'éclairage de secours, un tube sur quatre est alimenté par le réseau batterie 72 V, par l'intermédiaire d'un convertisseur individuel. Les autres tubes sont, comme sur la voiture 1re classe, alimentés par le réseau 220 V/400 Hz.

### Poste de conduite
Dans le poste de conduite, la mise en service est faite par deux clés : celle de la boîte à leviers et celle du manipulateur de freinage. La mise en service de la boîte à leviers déverrouille le levier de commande de l'inverseur qui, à son tour, lorsqu'il est en position « avant » ou « arrière », déverrouille le manipulateur de traction.
Le manipulateur de traction a une position « 0 » crantée et une plage sans crans marqués. Le déplacement de la manette par éloignement du zéro correspond à une augmentation continue de l'affiche d'excitation des alternateurs principaux.
Dans chaque cabine de conduite est disposé, sur la paroi arrière, un panneau de contrôle permettant :
- le lancement et l'arrêt du bi-TURMO local ;
- le contrôle des divers paramètres (NGG -NTL -T4, etc.) du bi-TURMO ;
- la signalisation, par stop-circuits, des défauts thermiques ou électriques de la rame ;
- l'isolement :
  - des moteurs d'un bogie de n'importe quelle demi-rame,
  - d'un turbomoteur de n'importe quelle demi-rame,
  - de l'alternateur auxiliaire de l'une ou l'autre demi-rame,
  - du relais Qc de n'importe quelle demi-rame,
  - des patins EM et des Telma d'un bogie de la motrice ;
- le groupement des fusibles de la motrice, excepté ceux des circuits de sécurité.

### Sonorisation
La sonorisation permet la diffusion d'informations parlées ou de musique dans les trois remorques. Les émissions de longue durée par pick-up ou lecture de bandes magnétiques s'effectuent à partir des motrices. Dans chaque remorque se trouve un atténuateur qui permet de régler l'intensité de l'audition. Les informations parlées peuvent être émises à partir de chaque véhicule (micro sur tableau d'appareillage pour les remorques). Elles sont prioritaires sur les émissions de longue durée et annulent les effets éventuels des atténuateurs. Depuis n'importe quel poste, un interphone permet d'appeler et de parler avec tous les postes de conduite ou avec la remorque laboratoire.

### Radio
La radio permet d'établir une liaison phonique entre la rame et un poste de commandement situé à terre.

### Freinage
La rame dispose de quatre types de freins :
- pour le frein rhéostatique : le moteur de traction de chaque essieu ;
- pour le frein à courants de Foucault : un dispositif Telma monté en bout d'arbre de chaque moteur de traction ;
- pour le frein oléopneumatique : quatre blocs hydrauliques (un par roue) solidaires de la traverse centrale du châssis du bogie, actionnant chacun deux semelles en fonte agissant d'un seul côté de la roue intéressée ; chaque bloc est muni d'un dispositif de rattrapage automatique de jeu. L'ensemble de ces blocs est commandé par deux cylindres oléopneumatiques (un par essieu) fixés également sur le châssis de bogie ;
- pour le frein d'urgence : deux patins électromagnétiques sans entretoises, frottant sur le rail, du type KNORR, suspendus chacun au châssis entre les roues du bogie par deux cylindres pneumatiques ;
- pour le maintien à l'arrêt de la rame : un frein d'immobilisation comportant une boîte à ressorts par bogie agissant sur le circuit hydraulique d'un seul essieu par bogie. Le dispositif automatique se substitue au frein automatique lors des arrêts prolongés et affranchit le conducteur de toute manœuvre particulière.

#### Frein rhéostatique
Un rhéostat logé dans le bloc électrique de chaque motrice assure le freinage des six moteurs d'une demi-rame. Il se compose de trois travées comportant chacune deux résistances séparées (une par moteur). Chaque travée est ventilée par un groupe moteur-ventilateur alimenté par une partie de la tension d'une des résistances.
Un cran d'adaptation permet le court-circuit d'une partie de chaque résistance par contacteurs TCP. On maintient ainsi l'efficacité du freinage rhéostatique dans une plage de vitesse suffisante pour l'obtention de la distance d'arrêt imposée pour la rame. La valeur d'une résistance à chaud est de 0,97 ohm (0,61 ohm après fermeture du cran d'adaptation) et le débit d'air par travée de 2,5 m3/s environ.

#### Frein à courants de Foucault rotatif (Telma)

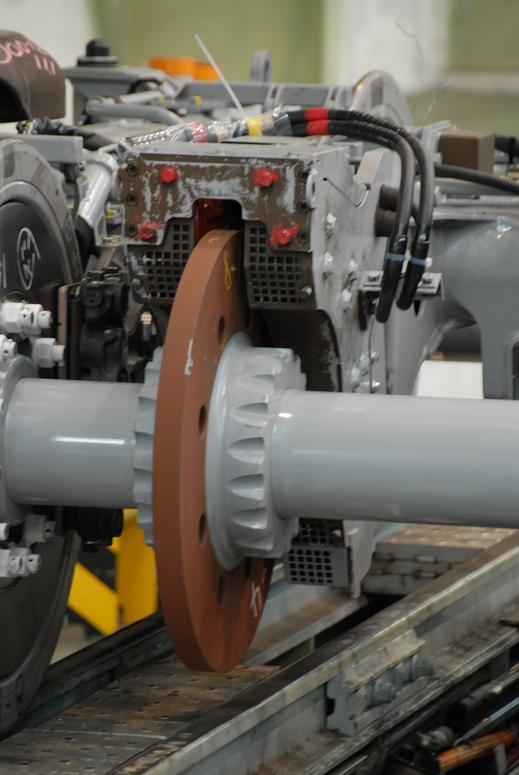
Frein à courants de Foucault monté sur une rame japonaise.

Normalement, il n'est fait appel qu'à la moitié de l'effort maximal susceptible d'être développé par ce frein. Ce n'est qu'en cas de défaillance du frein rhéostatique que le frein à courants de Foucault produit son effort maximal. Un essai préalable réalisé sur une automotrice électrique a montré que ce frein s'adaptait bien au service ferroviaire.

#### Frein à sabots
La production de l'air comprimé nécessaire à l'alimentation des circuits de freinage et des circuits des servitudes est fournie par deux compresseurs type 242 FRA entraînés par moteurs triphasés 400 Hz. Ces compresseurs sont disposés sous la remorque laboratoire. L'air comprimé délivré par chaque distributeur de frein (un par bogie) est appliqué à deux maîtres-cylindres oléopneumatiques par l'intermédiaire d'un relais de substitution piloté par une électrovalve (discrimination de l'effort en fonction de la vitesse). Chaque roue est freinée à l'aide de deux semelles en fonte, appliquées par un bloc hydraulique. Ce dernier comporte un dispositif permettant de conserver un jeu constant entre semelle et table de roulement, pour éviter un frottement inutile.

#### Frein électromagnétique
L'équipement comporte deux patins par bogie. Dès que la dépression dans la conduite générale atteint deux bars, un manostat provoque la mise sous tension d'une électrovalve qui pilote pneumatiquement un relais d'alimentation des cylindres de relevage. La pression dans ces cylindres agit sur un manostat qui commande l'appareillage de mise sous tension des patins ; ce dernier manostat est réglé de manière que la mise sous tension des patins n'intervienne que lorsque ceux-ci sont appliqués sur les rails. Du fait de l'impossibilité de monter le dispositif habituel d'entretoisement des patins, il a été nécessaire de mettre au point un nouveau mode de guidage de ceux-ci.

#### Frein d'immobilisation
En service, la pression du réservoir auxiliaire (ou du réservoir principal en cas d'isolement du bogie) neutralise l'effet d'un ressort. En cas de disparition de cette pression (diminution ou disparition consécutive de la pression dans les cylindres de frein), le ressort est partiellement ou totalement libéré ; l'effort résultant est alors appliqué à l'étage hydraulique du maître-cylindre. En vue de faciliter l'entretien, chaque boîte à ressort peut être verrouillée mécaniquement (remplacement de semelles de frein, manutention de bogies, etc.).

#### Anti-enrayeurs
Le contrôle de la vitesse instantanée s'opère à l'aide de roues dentées et de capteurs. Un appareillage électronique analyse en permanence l'information de vitesse et la convertit en valeur de décélération instantanée. Dès que cette dernière dépasse le seuil fixé, l'appareillage envoie un signal au circuit qui commande la réduction des efforts retardateurs. Chaque coffret d'appareillage électronique possède un système qui permet le contrôle à poste fixe du dispositif.

#### Commandes
Le manipulateur de freinage comporte huit positions :
- isolement ;
- neutre ;
- service (marche) ;
- cinq crans de freinage dont le dernier correspond au freinage d'urgence.

La manœuvre de ce manipulateur provoque la mise sous tension de l'appareillage de mise en action des freins rhéostatiques et à courants de Foucault, mais celles des électrovalves du dispositif réglant la pression dans la conduite générale[pas clair].
Le freinage de service est commandé par un manipulateur fournissant :
- des informations électriques pour la mise en œuvre des freins rhéostatique et rotatif à courants de Foucault ;
- des informations pneumatiques (dépression dans la conduite générale), pour la mise en œuvre du frein à sabots, par dispositif de contrôle automatique du freinage.

Les freinages d'urgence peuvent être déclenchés par le manipulateur, par bouton-poussoir d'urgence (sur chaque pupitre), par le dispositif VACMA (un par dispositif d'alarme à disposition des voyageurs), par le dispositif de contrôle automatique du freinage. Dans tous les cas, la vidange de la conduite générale déclenchant la mise en action de tous les systèmes de freinage avec le maximum d'efficacité.

### Climatisation
La climatisation est réalisée à l'aide d'équipements de type aéronautique ABG-SEMCA qui n'utilisent que l'air comme agent d'échange de température. Le système présente un certain nombre de caractéristiques favorables : une masse et un encombrement faibles, une vitesse d'air importante permettant d'utiliser des gaines de distribution de faible diamètre et la possibilité d'une mise en température des compartiments en un temps plus court. Chaque ensemble comprend :
- un compresseur avec son moteur d'entraînement ;
- un groupe refroidisseur ;
- un extracteur d'eau résiduelle ;
- des organes de commande, de contrôle et de régulation.

Le compresseur est de type centrifuge et est entraîné par un moteur asynchrone 400 Hz, tournant à une vitesse de 12 000 tr/min. Sa roue tourne, grâce à un multiplicateur interne au compresseur, à la vitesse de 42 540 tr/min. Le débit d'air de l'appareil est maintenu à une valeur constante à l'aide d'un dispositif de régulation utilisant l'huile de graissage du compresseur comme agent moteur.
Le groupe refroidisseur comprend un échangeur de chaleur air-air, un groupe turbo-réfrigérateur, dont la turbine, tournant à une vitesse 36 000 tr/min, entraîne un ventilateur destiné à assurer la circulation de l'air de refroidissement dans l'échangeur de chaleur air-air.
L'extracteur d'eau résiduelle est à tamis textile. Il permet de retenir et d'évacuer une partie de l'eau condensée contenue, sous forme de fines gouttelettes, dans l'air sortant du refroidisseur.
Les organes de commande et de contrôle assurent la régulation de la température dans l'enceinte à climatiser et la sécurité de fonctionnement de l'installation. La régulation de température est réalisée par des vannes, sous la dépendance de thermostats et d'un sélecteur de température, dosant le mélange air chaud / air froid à diffuser dans l'enceinte à climatiser. Ces organes sont de type pneumatique.
Le dispositif électrique de sécurité provoque l'arrêt de l'installation en cas d'élévation anormale de la température d'air pulsé ou d'un manque de pression d'huile au compresseur.
L'air aspiré par le compresseur est comprimé et, de ce fait, échauffé puis refoulé vers le circuit d'utilisation par deux circuits distincts.
- Un premier circuit direct dirige l'air chaud vers le mélangeur précédant l'enceinte à climatiser.
- Un deuxième circuit dirige l'air chaud vers le groupe refroidisseur. Cet air traverse d'abord l'échangeur de chaleur où il cède une partie de ses calories à l'air extérieur de refroidissement. Puis, il se détend dans le groupe turbo-réfrigérateur où il achève de se refroidir. Pour éviter tout givrage de l'installation, une vanne à ouverture progressive, commandée par un thermostat, assure le by-passage d'une partie de l'air qui, prélevé à l'entrée du groupe refroidisseur, est réinjecté avant l'extracteur d'eau. De ce fait, l'air refroidi ne peut pas descendre en dessous d'une température de 5 °C. Cet air refroidi est déshumidifié par l'extracteur d'eau, puis mélangé à l'air chaud du circuit direct avant d'être introduit dans l'enceinte à climatiser.

La régulation de température est obtenue par le dosage du mélange air chaud / air froid introduit dans la caisse. Ce dosage est réalisé par la vanne à ouverture progressive, sous la dépendance du thermostat d'ambiance et du sélecteur de température. Pour accélérer le préchauffage, un thermostat assure la fermeture de la vanne tout ou rien sur la dérivation vers le groupe refroidisseur. Dans ce cas, la totalité de l'air chaud est envoyée dans le compartiment voyageurs.

### Protection incendie
La protection générale contre l'incendie de la rame est assurée par huit extincteurs à eau pulvérisée et par quatre extincteurs à poudre de deux kilogrammes, répartis dans les cabines de conduite et les compartiments à bagages. En outre, les compartiments turbines, qui sont les plus vulnérables, comportent un équipement de détection et de protection particulier : chaque turbomoteur est équipé de détecteurs à bilames répartis aux points sensibles. Le fonctionnement d'un détecteur provoque alors l'arrêt immédiat du groupe bi-TURMO correspondant, la fermeture d'une vanne coupe-feu et le clignotement d'une lampe de signalisation sur les pupitres de conduite.
La protection proprement dite est assurée par la diffusion, à l'intérieur du compartiment, d'un produit extincteur, HALOGÈNE 12 BI, qui est stocké dans quatre bouteilles de dix kilogrammes chacune. L'ouverture des bouteilles est commandée à distance. Deux sont mises en œuvre simultanément au moyen de boutons-poussoirs placés sur les pupitres de conduite permettant de saturer le compartiment quelle que soit la vitesse de la rame. Les deux autres sont commandées indépendamment par des boutons-poussoirs placés dans le couloir et le compartiment à bagages de la motrice correspondante et permet de saturer le compartiment lorsque la rame est à l'arrêt.

## Motrices conservées

### TDu 001

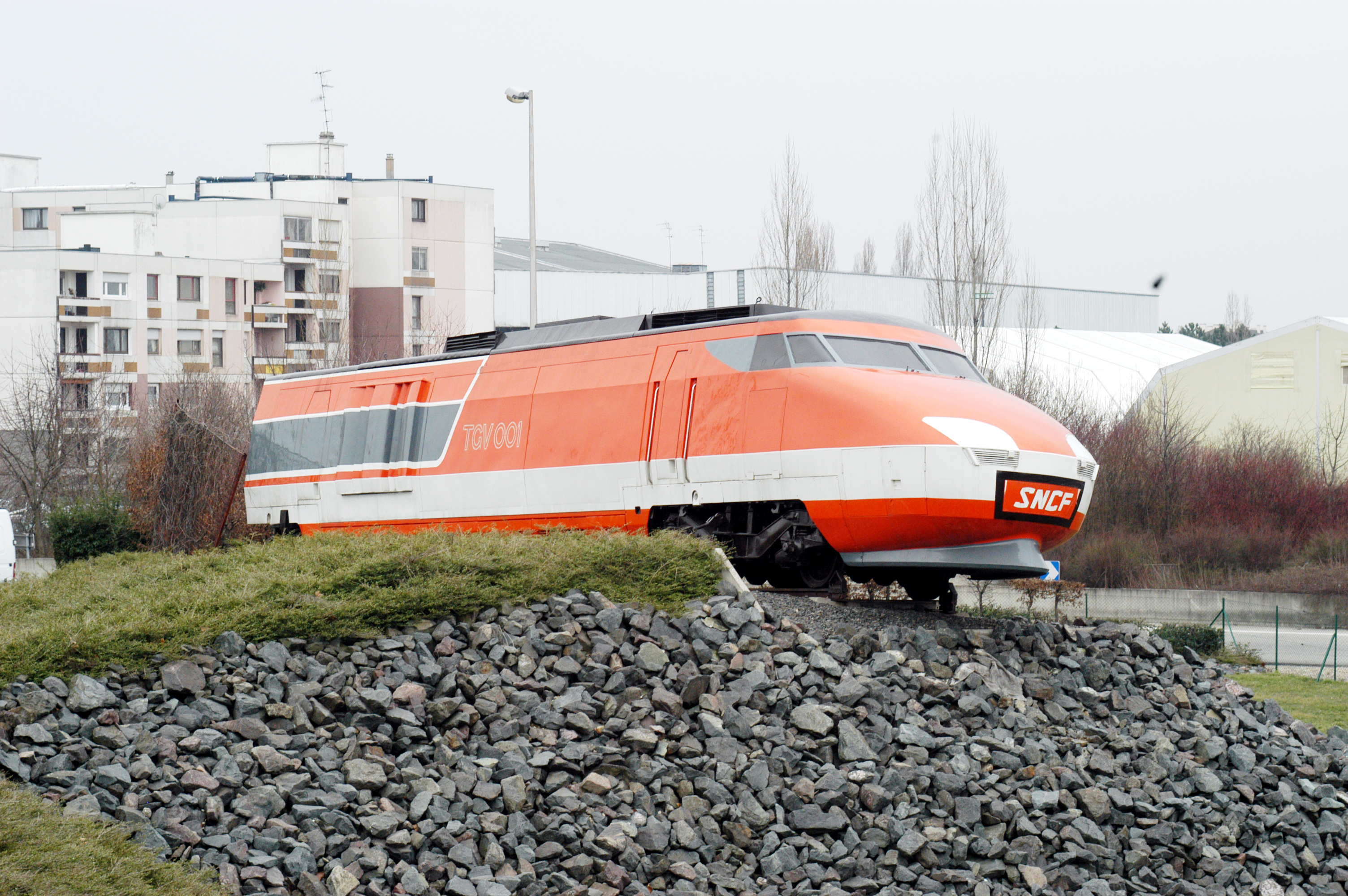
Un tronçon de la motrice TDu 001 du TGV 001 exposée à la sortie de Bischheim, vue depuis l'autoroute A4.

La TDu 001 est exposée au bord de l'autoroute A4, à la sortie 50 Schiltigheim-Bischheim. Elle a été préservée grâce aux actions de Laurent Thomas et François Fabien Coltat.
Localisation : Bischheim (Bas-Rhin) 48° 36′ 53″ N, 7° 43′ 38″ E.
Cette sortie d'autoroute permet d'accéder notamment au triage de Hausbergen et au technicentre de Bischheim.

### TDu 002
La TDu 002 est exposée au bord de l'autoroute A36, à la sortie 13 pour Belfort-Glacis du Château. La motrice porte les inscriptions « TGV.001 » et « BELFORT AUX ALSTHOMMES ». Après une première rénovation en 2007, une deuxième d'une durée de deux mois est réalisée à partir d'avril 2016 ; la motrice a finalement repris sa place en décembre 2016.
Localisation : Belfort (Territoire de Belfort) 47° 38′ 35″ N, 6° 53′ 24″ E.
Jacques Begey (mort le 20 avril 2015) fut le 1er conducteur du TGV 001, et donc pilote d'essai de cette motrice. Il a assuré ses premiers tours de roue dès sa sortie des usines Alsthom de Belfort en avril 1972. Il est à l'origine de la demande de prise en charge par la ville de Belfort de ladite motrice, qui rouillait au fond d'un hangar à Strasbourg. Avec l'aide de Jean-Pierre Chevènement, alors maire de Belfort, cette motrice fut achetée pour un euro symbolique par la ville. Cette rame détient le record du monde de vitesse en traction thermique, avec 318 km/h. Elle a été inaugurée en 2003 par Jean-Pierre Chevènement et Jacques Begey, après sa rénovation et sa mise en place à la sortie 13 Les Glacis, à Belfort.

## Modélisme ferroviaire
Le seul fabricant de modélisme ferroviaire à avoir envisagé la fabrication du TGV 001 en version prêt-à-rouler en HO est Brassline en 2011. Le modèle n'a jamais été concrétisé. Cependant, quelques particuliers l'ont fabriqué artisanalement,. L'artisan l'Obsidienne avait fabriqué un kit en résine à monter. L'artisan APOCOPA propose également un kit en résine du TGV 001.